# 長村裕之
長村 裕之（ながむら ひろゆき、1958年12月12日 - ）は、徳島県鳴門市出身の元プロ野球選手（捕手）。2016年10月よりオリックス・バファローズの球団本部長兼編成部長を務める。

## 経歴
鳴門工業高では1976年、夏の甲子園予選南四国大会準決勝に進出するが高知商業高に敗退。 
卒業後は駒澤大学へ進学。大学時代には高久孝（日本楽器）らとバッテリーを組み、東都大学野球リーグで3度優勝。1980年の全日本大学野球選手権大会準優勝。同年の第9回日米大学野球選手権大会日本代表に選出され、秋季リーグでは首位打者を獲得している。リーグ通算72試合に出場、209打数62安打、打率.297、1本塁打、20打点という成績を残した。ベストナインを2度受賞。2学年上に石毛宏典、同期に高久と坂本照彦、2学年下に広瀬哲朗がいた。
1980年のプロ野球ドラフト会議で、阪急ブレーブスから2位指名を受けて入団。
阪急には中沢伸二、片岡新之介がおり、一軍への登場は1984年と遅かった。同年は指名打者として5試合に先発出場。広島カープとの日本シリーズでは4試合に代打、守備固めとして出場する。第6戦では3回に代打として三振を喫するが、味方が打者一巡の猛攻、2打席目も三振し1イニング2三振を記録した。1985年には藤田浩雅の控え捕手や指名打者、右の代打として60試合に出場、10試合に先発マスクを被る。1987年には内田強の移籍で出場機会が減少、さらには若手の中嶋聡も台頭して阪急が球団の経営権をオリックスに売却した1988年限りで、現役を引退。
阪急の後継球団であるオリックスでは、スコアラーを経て1995年から1998年まで一軍バッテリーコーチを務め、チームのリーグ2連覇と1996年の日本一に貢献。1999年には二軍バッテリーコーチを担当した。ブルーウェーブが大阪近鉄バファローズとの合併を機にオリックス・バファローズになった2005年以降は、ファームディレクターを経て、球団本部長補佐兼管理部長、編成部長兼国際グループ長、球団副本部長兼編成部長などの要職を歴任した。
2013年12月16日には、オリックス・バファローズから、二軍ヘッドコーチ兼チーフバッテリーコーチへの転任が発表された。長村にとっては、16年ぶりの現場復帰になる。
2015年1月1日より事業本部リテール営業部担当部長。
2016年10月より、成績不振の責任を取り退任した瀬戸山隆三の後任として、球団本部長に就任。加藤康幸に代わり編成部長も兼務する。
2019年は5年連続Bクラスの最下位に低迷し、10月末をもって球団本部長兼編成部長を辞任して2019年末でオリックスを退職する

## 詳細情報

### 年度別打撃成績
| 年 度     | 球 団     | 試 合 | 打 席 | 打 数 | 得 点 | 安 打 | 二 塁 打 | 三 塁 打 | 本 塁 打 | 塁 打 | 打 点 | 盗 塁 | 盗 塁 死 | 犠 打 | 犠 飛 | 四 球 | 敬 遠 | 死 球 | 三 振 | 併 殺 打 | 打 率 | 出 塁 率 | 長 打 率 | O P S |
| --------- | --------- | ----- | ----- | ----- | ----- | ----- | -------- | -------- | -------- | ----- | ----- | ----- | -------- | ----- | ----- | ----- | ----- | ----- | ----- | -------- | ----- | -------- | -------- | ----- |
| 1984      | 阪急      | 31    | 41    | 35    | 1     | 9     | 1        | 0        | 0        | 10    | 1     | 0     | 0        | 1     | 0     | 5     | 0     | 0     | 6     | 0        | .257  | .350     | .286     | .636  |
| 1985      | 阪急      | 60    | 101   | 86    | 8     | 18    | 1        | 0        | 2        | 25    | 11    | 0     | 0        | 2     | 3     | 10    | 0     | 0     | 17    | 3        | .209  | .283     | .291     | .574  |
| 1986      | 阪急      | 26    | 37    | 30    | 2     | 5     | 2        | 0        | 0        | 7     | 6     | 0     | 0        | 2     | 1     | 4     | 0     | 0     | 3     | 2        | .167  | .257     | .233     | .490  |
| 1987      | 阪急      | 9     | 7     | 7     | 0     | 1     | 1        | 0        | 0        | 2     | 1     | 0     | 0        | 0     | 0     | 0     | 0     | 0     | 1     | 0        | .143  | .143     | .286     | .429  |
| 1988      | 阪急      | 18    | 20    | 16    | 2     | 2     | 0        | 0        | 1        | 5     | 1     | 0     | 1        | 0     | 0     | 4     | 0     | 0     | 0     | 1        | .125  | .300     | .313     | .613  |
| 通算：5年 | 通算：5年 | 144   | 206   | 174   | 13    | 35    | 5        | 0        | 3        | 49    | 20    | 0     | 1        | 5     | 4     | 23    | 0     | 0     | 27    | 6        | .201  | .289     | .282     | .570  |

### 年度別守備成績
| 年度 | 試合 | 企図数 | 許盗塁 | 盗塁刺 | 阻止率 |
| ---- | ---- | ------ | ------ | ------ | ------ |
| 1984 | 4    | 1      | 1      | 0      | .000   |
| 1985 | 23   | 18     | 11     | 7      | .389   |
| 1986 | 12   | 5      | 4      | 1      | .200   |
| 1987 | 6    | 3      | 2      | 1      | .333   |
| 1988 | 3    | 0      | 0      | 0      | -      |
| 通算 | 48   | 27     | 18     | 9      | .333   |

### 記録
- 初出場・初先発出場：1984年4月1日、対ロッテオリオンズ1回戦（阪急西宮球場）、6番・指名打者として先発出場
- 初打席：同上、1回裏に石川賢の前に凡打
- 初安打：1984年4月14日、対西武ライオンズ2回戦（西武ライオンズ球場）　9回表に小林晋哉の代打として出場、江夏豊から二塁打
- 初打点：1984年8月30日、対日本ハムファイターズ23回戦（阪急西宮球場）、8回裏に小林晋哉の代打として出場、間柴茂有から決勝適時打
- 初本塁打：1985年8月6日、対南海ホークス16回戦（大阪スタヂアム）、4回表に藤田浩雅の代打として出場、山内孝徳からソロ

### 背番号
- 23 （1981年 - 1988年）
- 73 （1995年 - 1999年）
- 97 （2014年）